# Akhuryani Jrambar
Akhuryani Jrambar är en reservoar i Armenien, på gränsen till Turkiet. Den ligger i den västra delen av landet, 80 kilometer nordväst om huvudstaden Jerevan. Akhuryani Jrambar ligger 1 439 meter över havet. Arean är 17,1 kvadratkilometer. Den sträcker sig 9,2 kilometer i nord-sydlig riktning, och 5,1 kilometer i öst-västlig riktning.
Trakten runt Akhuryani Jrambar består i huvudsak av gräsmarker. Runt Akhuryani Jrambar är det ganska tätbefolkat, med 129 invånare per kvadratkilometer.